# 広部賢二
広部 賢二（廣部 賢二、ひろべ けんじ、1897年〈明治30年〉8月 - 1985年〈昭和60年〉7月24日）は、日本の会社役員。千代田火災海上（後のあいおい損害保険）専務。

## 経歴
東京出身。広部銀行頭取広部清兵衛の二男。広部鉱業社長広部清一郎の弟。1923年、東京帝国大学経済学部商業学科を卒業。広部合名会社代表社員、広部銀行千駄ヶ谷支店長などをつとめる。千代田火災保険に入り取締役、常務、専務などをつとめる。

## 人物
東京土地の大株主であった。趣味はスポーツ、運動。宗教は真宗。東京在籍で、住所は東京都大田区馬込町西。

## 家族・親族
広部家
- 妻（東京、実業家・渡辺亨の六女）[2][3]
- 長女[2][3]
- 岳父の渡辺亨は、千葉の渡辺紋右衛門の長男として生まれ、明治19年東京専門学校法律科を卒業し日報社に入り、東京株式取引所支配人、理事を経て明治39年に支那營口水道電気、鬼怒川水力電気、ボルネオ護謨、大谷川水力、電陽社などの重役を務めた[9]。